# クロッシュ

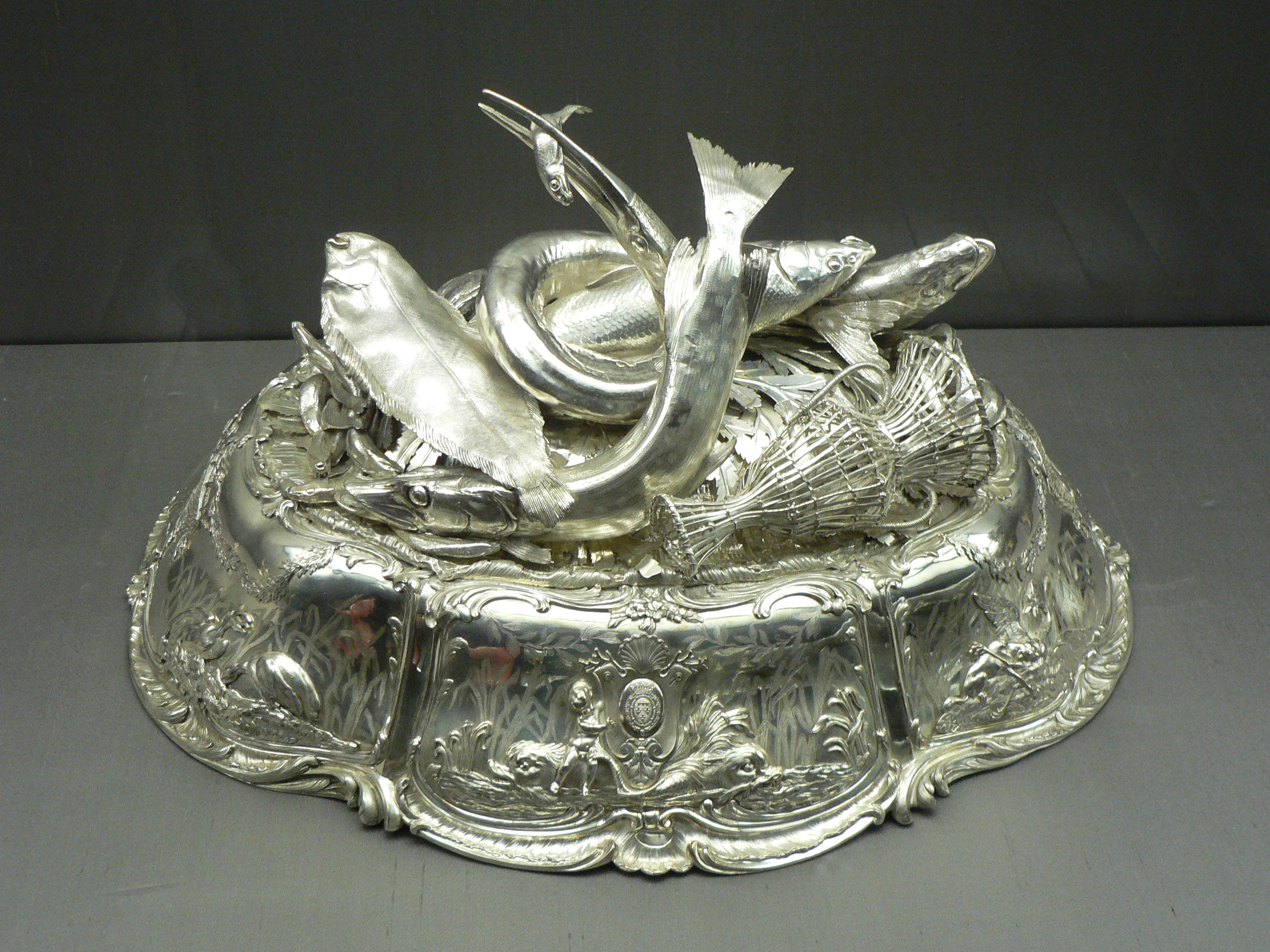
銀製のクロッシュ　アントワーヌ=セバスチャン・デュラン(Antoine-Sebastien Durand)作　1765年-1766年　カルースト・グルベンキアン財団　ポルトガル　リスボン

クロッシュ（cloche、フランス語で「鐘」の意）は、テーブルウェアのカバーで、料理の上にかぶせられる。銀製である事が多いが、ガラス、炻器、大理石その他、または他の材料で作られていることもある。鐘に似ているため、その名がついた。